# 便所
便所（べんじょ）は、排泄する場所。英語の「トイレット」（英語: toilet）を短縮した「トイレ」のほか、「手洗所」（てあらいじょ）など様々な呼び方がある（後述）。
以下、諸文献でも「○○式トイレ」と表記していることのほうが多いので、元が「トイレ」と表記している場合は、この記事でも「トイレ」という表現も使う。
ホテルの客室などの場合は、同一の室内に、便器、洗面台、シャワーや浴槽（バスタブ）が設置されていることが多い。これを三点ユニット（式）という。公共施設ではバリアフリーの観点から、障害者や乳児のおむつ交換などへの対応を兼ねた、広い面積の個室（多目的トイレ）が設けられる場合も多い。

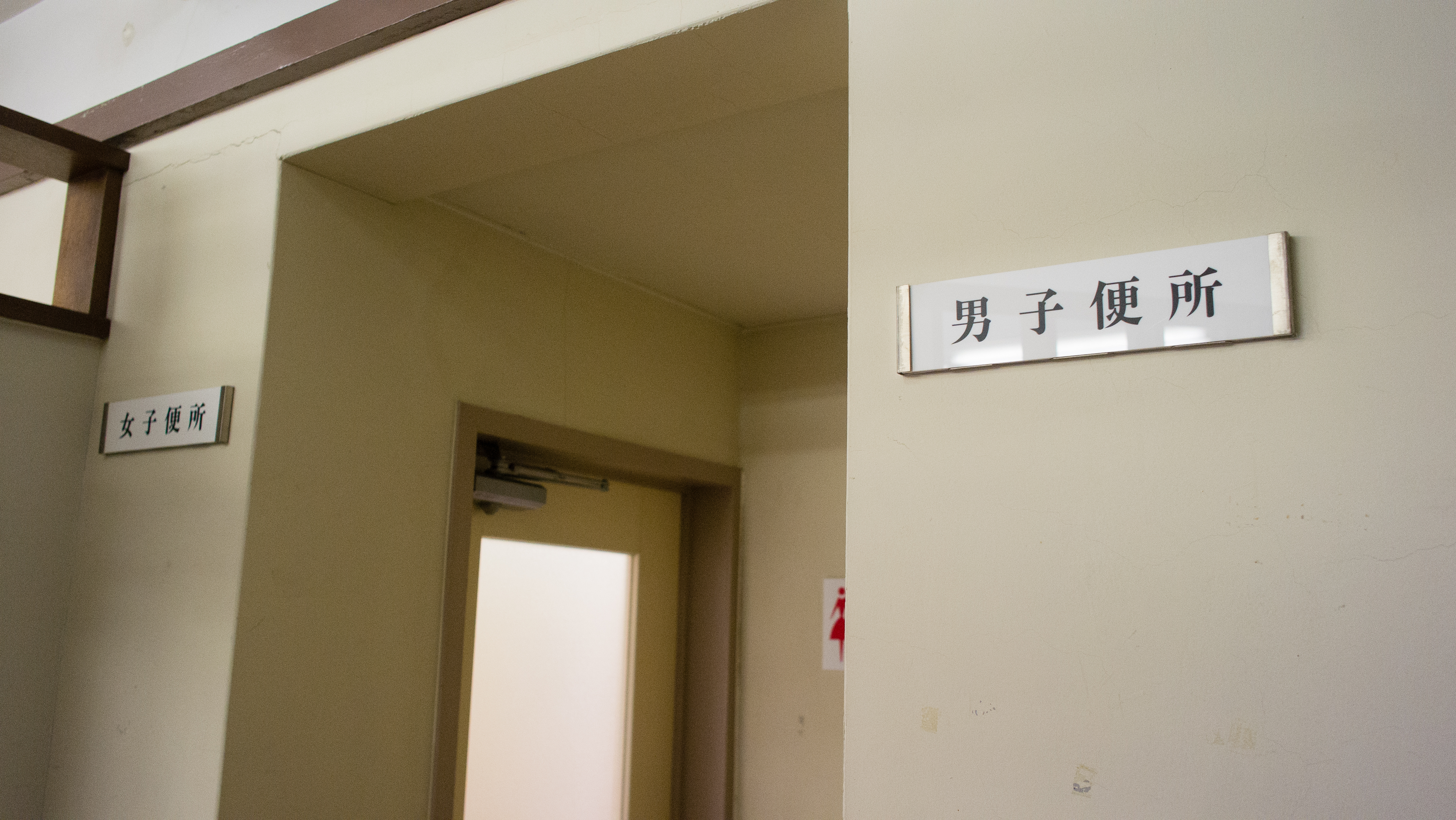
台湾のトイレ入り口

## 概説

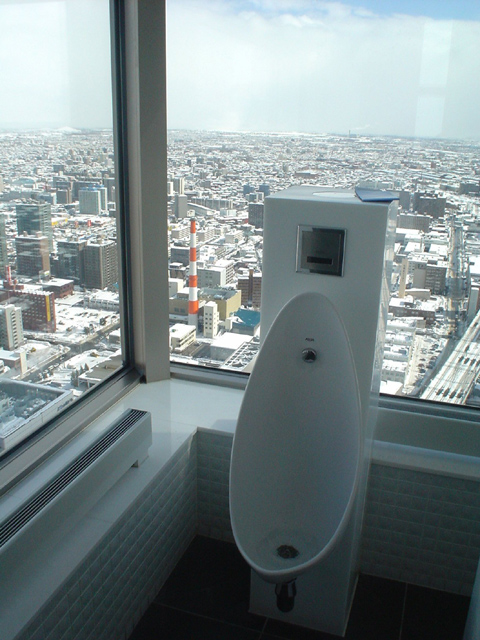
札幌駅に隣接するJRタワーの展望式男子便所の小便器。

トイレは基礎的な衛生施設である。世界的には各文化ごとにさまざまな形態・構造の便所がある。諸民族間の差ももちろんあるが、同民族内の時代差もあり、かなり多様である。他方、世界的にみると近代的な衛生設備が導入されていない地域では、トイレがなかったり、地上に便器のみが設置されたハンギングラトリン（Hanging latrine）などの形式も残っている。国際連合児童基金（UNICEF）と世界保健機関（WHO）の報告書「家庭の水と衛生の前進2000～2022年：ジェンダーに焦点を当てて」によると、世界人口の19%にあたる15億人が、限定的な衛生施設（トイレ）または、改善されていないトイレを使用していたり、屋外排泄を余儀なくされている。2006年は38%、2015年は27%であったことを考慮すれば改善しているが、依然として年間およそ52万5,000人の5歳未満の子どもたちが、下痢によって命を落としており、国連のSDGsでは2030年までに世界が達成すべき目標の一つとして、すべての人が平等に衛生施設を利用でき、屋外排泄をなくすことが掲げられている。
通常、近現代の便所では便器が設置され、トイレが水洗の場合は給排水設備も必要となる。便器は浴槽などと同じく衛生的環境を構成するための設備であり「衛生器具設備」に分類される。また、水洗トイレへ洗浄水を供給する設備は「給水設備」に分類され、使用後の汚水を排水する設備は「排水設備」に分類される。
便器には大便器と小便器がある。大便器の形式には便座に腰かけて用いる洋風大便器（こしかけ式大便器）としゃがんで用いる和風大便器（しゃがみ式大便器）がある。また、小便器の形式には、壁面に取り付ける壁掛け小便器、床面に据え付けるストール小便器、その中間の壁掛けストール小便器、筒形小便器などがある。小便専用の便器を「小便器」と言い、通常は男性用であるが、ごくごく稀に女性用も存在する。
現代のトイレでは壁にはトイレットペーパーを掛けるペーパーホルダーのほか、タオル掛け、手摺などが設置されることもある。水洗式の場合は、個室内に便器洗浄用のタンクやフラッシュバルブが設置される。換気扇や換気筒などの換気設備が備わっていることも多い。便所内に臭気がこもったり、便所の出入り口から周囲の部屋などに臭気が漂わないように負圧（陰圧）をかけるためである。
日本の女性用の個室では、水を流したかのような擬音を発生する装置が取り付けられていることもある。日本の女性は、自分の用便時の音を他人に聞かせたくない、との意識が男性よりも強く、音を隠すために洗浄水を流すことがあり、男性の便所と比べて水の使用量が極端に多くなってしまう傾向があるので、水道代金が異常なまでに高額化したり、世の中が渇水（水不足）の季節に水不足の原因となってしまうのを防ぐために置かれている。

## 設備の要素
- 便器

- - 大便器
    - 洋風大便器（こしかけ式大便器）[8]
    - 和風大便器（しゃがみ式大便器）[8]

  - 小便器
- ビデ
- フラッシュバルブ
- サニタリーボックス
- 手洗い場
- ハンドドライヤー
- （洗面台）
- （浴槽）

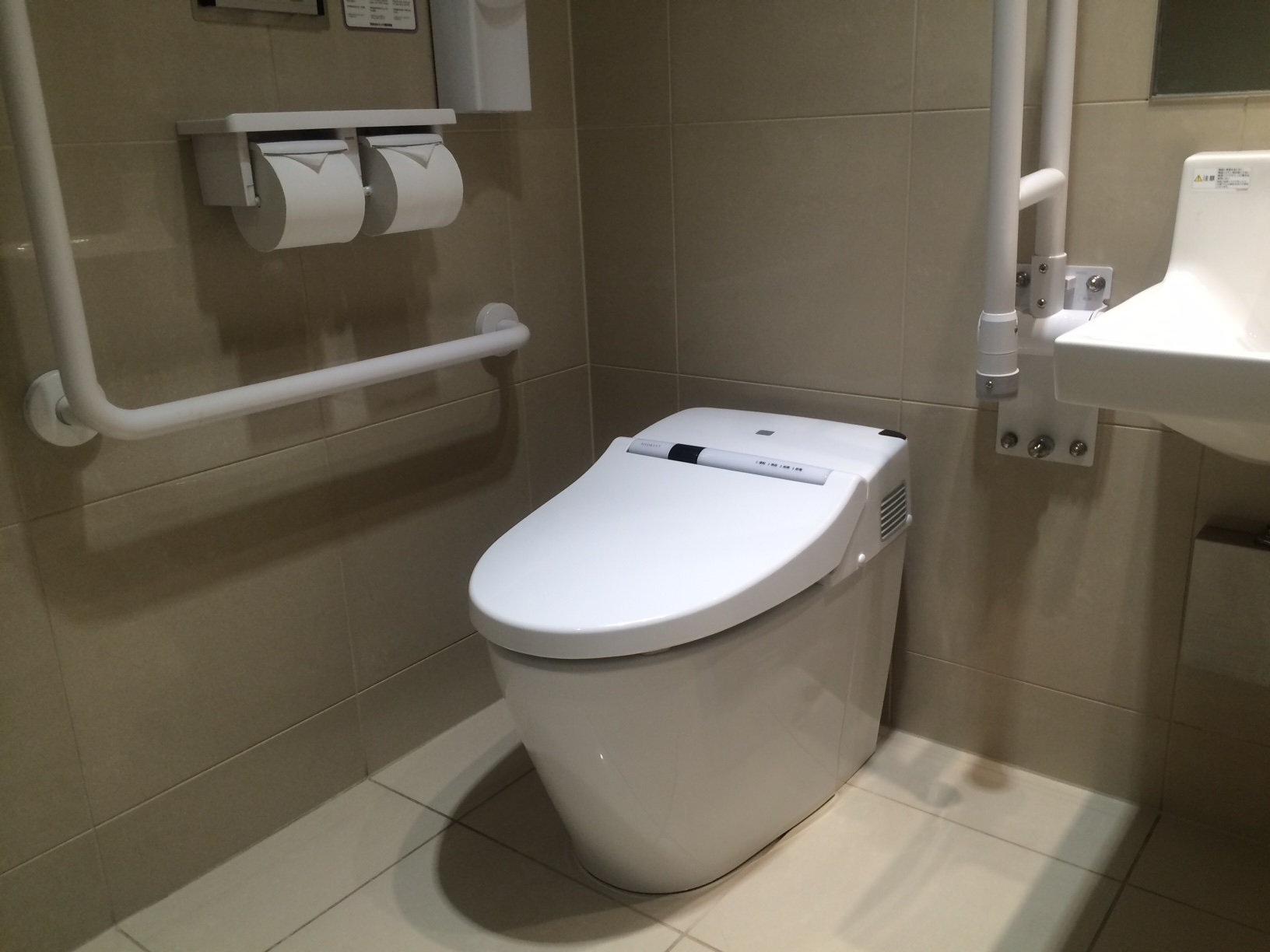
新しいトイレ個室内の諸設備。便器（水道直結型の水洗式、こしかけ式）、トイレットペーパーホルダー、手すり、手洗い、など。

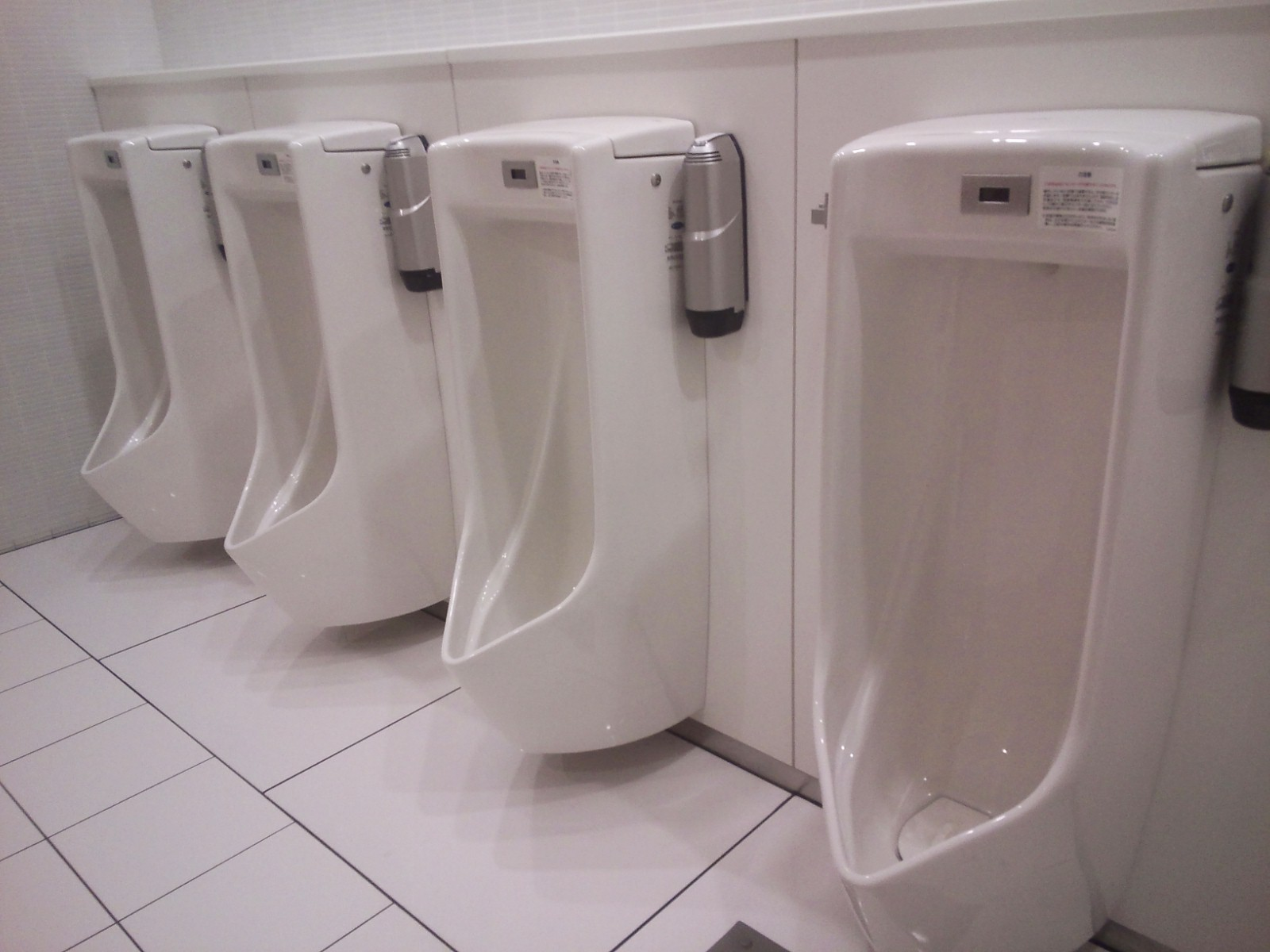
尿石防止の薬剤供給装置が連結された自動フラッシュバルブ内蔵新型小便器

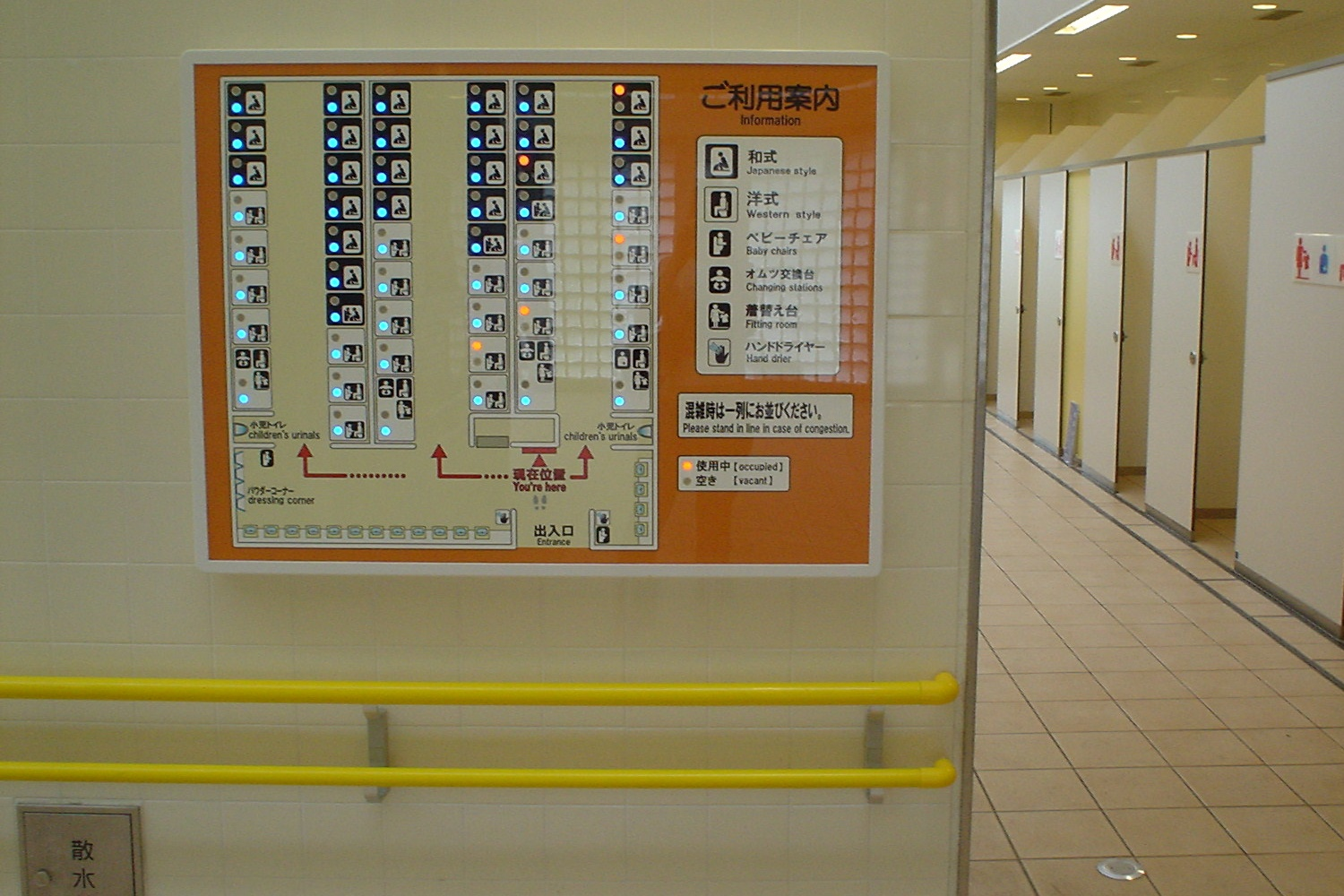
リアルタイム空き状況

- （シャワー） - ホテルの客室の他に、トイレ内に失禁用のシャワーが設けられているケースもある。

括弧書きの設備はホテルやマンションや病院などで使われている三点ユニットのみにある設備

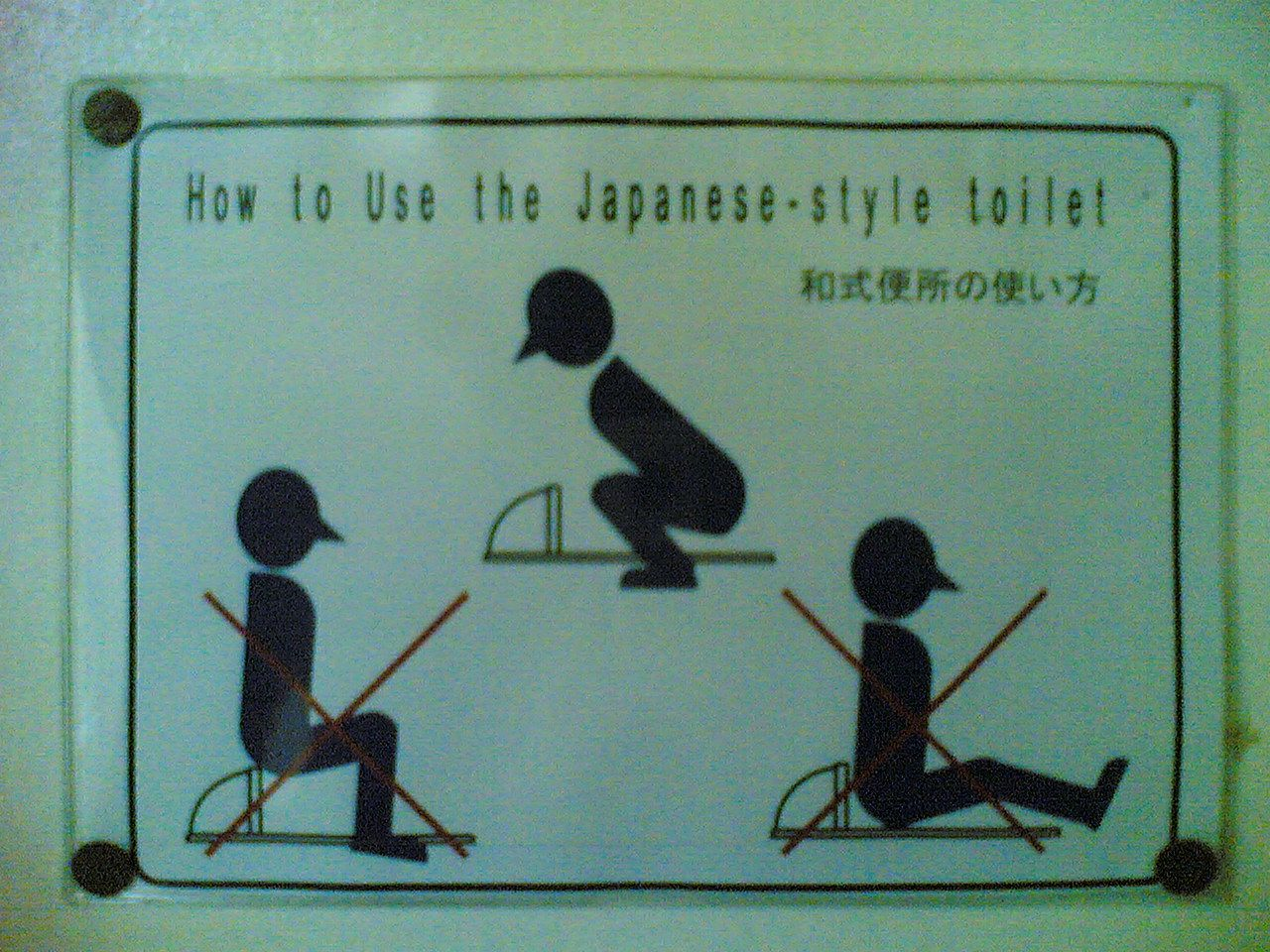
和式トイレの使い方
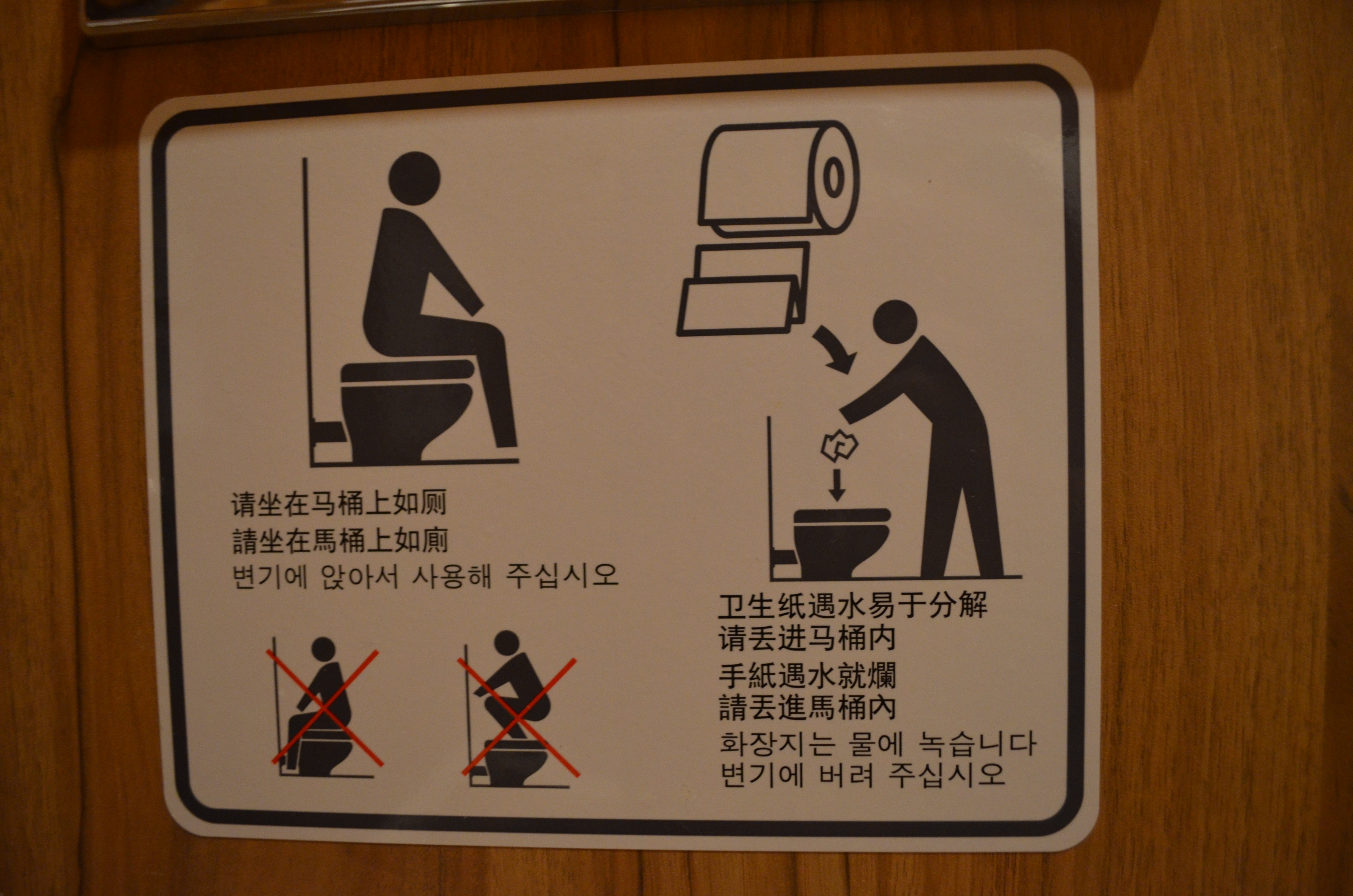
水洗トイレの使い方
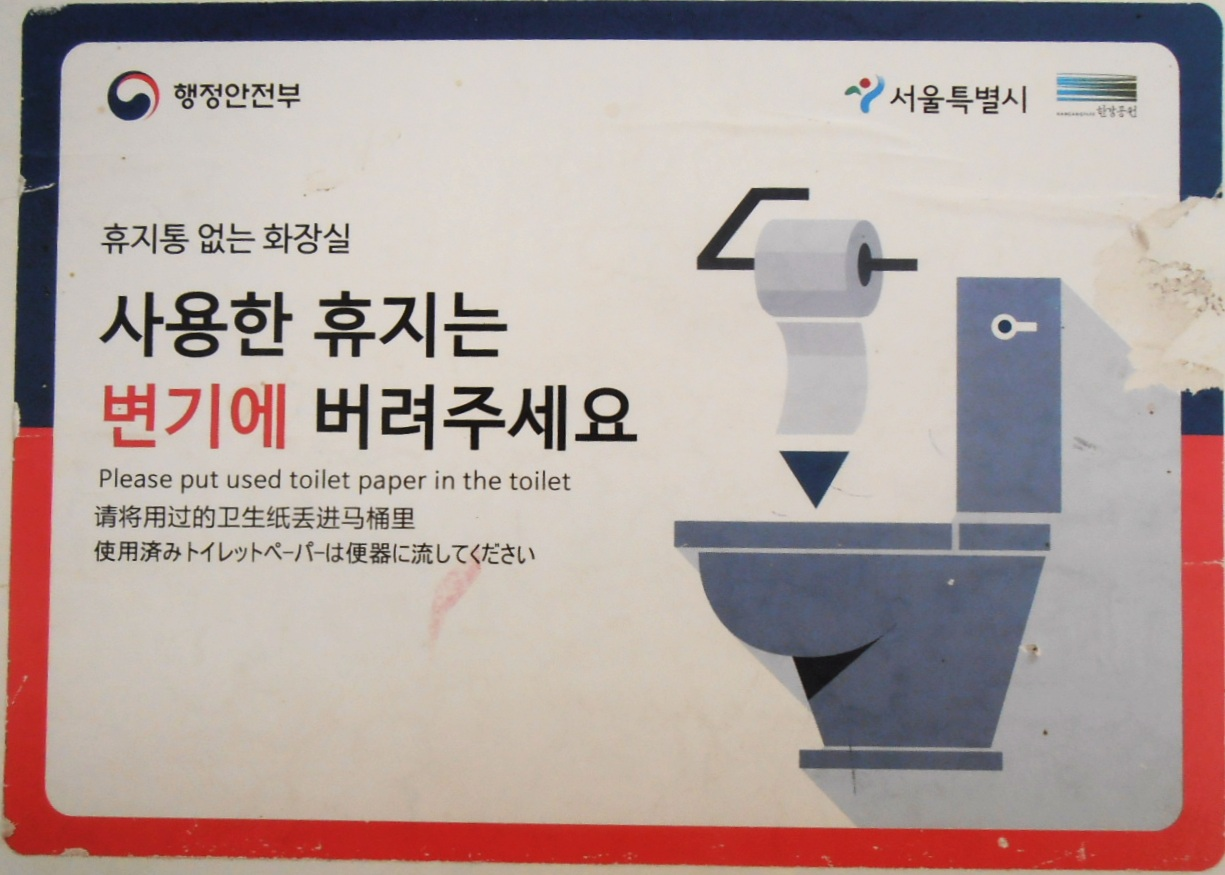
韓国のトイレの表示

特殊設備
- 人感センサ
- トイレ用擬音装置
- サニタイザー
- ナースコール

## 処理の方式

### 汚水処理技術
世界にはし尿などの汚水を処理する施設や技術に多様な方式が存在する。トイレの形式には湿式と乾式があり、注水式水洗トイレ（2〜3リットルの水を使用）や水流式水洗トイレは湿式、それ以外の方式は乾式に分類される。また、汚水の処理方式には集合処理（オフサイト）と個別処理（オンサイト）がある。
以上から、汚水処理技術は乾式＋個別処理（ピットラトリンなど）、乾式＋集合処理（汲み取り式便所など）、湿式＋個別処理（腐敗槽など）、湿式＋集合処理（下水道処理）の4つに分けられる。なお、発展途上国などで汚水処理技術が導入されていない地域では、宅地の斜面など地上に便器のみが設置されたハンギングラトリン（Hanging latrine）などの形式も残っている。

### 乾式の処理方式
- 乾式＋個別処理
  - 地下浸透式（ピットラトリン、地下浸透式便槽トイレ）:アフリカなどの発展途上国などに残る方式[11]。ピットラトリンは地面を素掘りしてそのまま便槽とする方式である[11]。日本でいう汲み取り式便所とは異なり、ピット（槽）が満杯になったら閉鎖し、別のピットを使用する形式である[4][12]。2007年の日本トイレ協会「途上国のトイレ・環境改善支援事例集第2集」によると発展途上国26か国39事例で最も多い形式がピットラトリンだった[12]。構造上も閉鎖されたピットは1～2年土中に放置して疫学的に無害な土壌に戻すことを前提にした設計になっている[4]。
  - 屎尿分離コンポストトイレ（欧州型）:北欧諸国などで採用例があり、勾配のある単槽のコンポスト化槽を少しずつ移動して槽の最下部で堆肥になるようにしたコンポストトイレ[11]。
  - 屎尿分離コンポストトイレ（ベトナム型）:2つの槽を利用し、一方を利用しているうちに、もう一方の槽で堆肥化を行うコンポストトイレ[11]。
  - バイオトイレ:バイオトイレと呼ばれる新たな仕組みの便所も注目されている。仕組みは単純で、便槽の中におがくずを詰め込んであり、攪拌することで排泄された糞尿をオガクズの中に住み込んでいる好気性のバクテリアが分解し、最終的には土と水のみが生成されるものである。
- 乾式＋集合処理
  - 汲み取り式:日本で使われてきた落下式便所の一つ。汲み取り式便所はピットラトリンとは異なり、し尿の処理は便所とは別の場所で行う[11]。

### 湿式の処理方式（水洗式便所）
水洗式便所は水勢により汚物を洗浄して衛生的に処分するための機能を持っている。水洗式便器は、水道管を便器の給水口に接続して、流水により便器内の排泄物を洗浄する。トイレのうち注水式水洗トイレ（2〜3リットルの水を使用）や水流式水洗トイレは湿式、それ以外の方式は乾式に分類される。なお、下水道等の整備が十分でない地域において、非水洗便所よりも衛生的であり、より水洗式便所に近い実用性が得られるため設置される便所に簡易水洗式便所がある。
- 湿式＋個別処理
  - 腐敗槽（セプティック・タンク）:し尿を住宅やオフィスなどで個別処理する方式[13]。世界的に利用されている伝統的な個別処理方法である[13]。腐敗槽のBOD除去率は50%程度で日本で開発された浄化槽に比べると処理性能は低い[14]。
  - 浄化槽:日本などで利用されている個別処理方式システムの一種[11]。し尿及び雑排水（生活に伴い発生する汚水:生活排水）を処理し、終末処理下水道以外に放流するための設備である。汚水の処理には、みなし浄化槽および小規模槽については、「沈殿」による固液分離機能と嫌気性と好気性の微生物の浄化作用を利用している。中・大規模槽については、汚水中に含まれる固形分の「除渣」（じょさ）機能と「流量調整」機能、および好気性の微生物の浄化作用および「沈澱」による固液分離を利用している。また、一部の浄化槽では、「ろ過」及び「凝集」による物理的処理および「脱窒機能」を用いて処理水質の高度化を図っているものもある。
  - ABR（Anaerobic Baffled Reactor）:南アフリカやブラジルで開発が進められている腐敗槽を改良した処理方式[11]。
- 湿式＋集合処理
  - 下水道:下水道は、主に都市部の雨水および汚水を、地下水路などで集めたのち公共用水域へ排出するための施設・設備の集合体であり、多くは浄化などの水処理を行う。雨水としては、気象学における降水および、いったん降り積もった雪が気温の上昇などで融けた融雪水も含むが、いずれも路面など地表にあるものが対象で、河川水や地下水となったものは除く。汚水としては、水洗式便所からのし尿や、家庭における調理・洗濯で生じる生活排水と、商店やホテル・町工場から大工場にいたる事業場からの産業排水（耕作は除く）などがある。

このほか個別処理や小集落の集合処理で適用されている技術がいくつかある。
- 酸化池（ラグーン）:直列につなげた水深の異なる複数の池に水を流しながら曝気で浄化する処理方式[11]。
- ウエットランド（人工湿地）:土壌接触や水生植物のアシやホテイアオイなどを利用してアシやホテイアオイなどを利用して汚濁物質を除去する処理方式[11]。

## 便所の様式

### 便器の形式
大便器には、ざっくりと分けると、「こしかけ式」と「しゃがみ式」があり、そこに着目して分類されることもある。「こしかけ式」は椅子のような高さの便器であり、「こしかける」ようにして使用するものである。「しゃがみ式」は、椅子のような高さはなく、便所の床とさほどかわらない高さの便器にしゃがむようにして用いる便器である。「こしかけ式」は、欧米の家庭では主流であり、「しゃがみ式」はイギリス、フランスなどの公衆便所などでは現在でも主流であり、かつての日本の家庭や公衆便所でも主流であった。

### 肛門の洗浄
大きく分けて、紙（トイレットペーパー）で拭く方法と、水洗いする方法がある。
紙で拭く場合、使用後の紙を汚物と一緒に水洗で流せる地域と、使用後の紙は備え付けの汚物入れに捨てる地域がある。これは紙の質や下水管の太さなどに依存する。
イギリスではトイレットペーパー代わりに不溶性のウェットティシュを使う者も多く、しばしば下水道で大型の異物（ファットバーグ）を成長させる原因となる。
水洗いする場合は、いわゆるシャワートイレ方式（先進国で優勢）、便器に付属する専用のハンドシャワーを用い自力で狙いを定めて洗う方式（東南アジアからインドにかけて優勢）、手桶に溜めた水と自分の手を使う方式（インドからトルコにかけて優勢）の3種類に大別できる。
近年は人工肛門を洗浄するためのオストメイト型の洗浄器具を備え付けているトイレもある。

## 世界の便所
便器の方式が「こしかけ式」なのか「しゃがみ式」なのかは、国や地域でも異なり（おまけに時代でも異なり）、同一地域でも家庭用なのか公衆用なのかでも異なる。
また便所でのプライバシーをどの程度重視するかは、文化ごとに大きく異なる。完全個室方式 / 半個室方式 / 全く仕切りのない方式（女性でも隣の人が用をたす姿がまる見えの方式） などさまざまである。
米国では公衆トイレを完全に密室にすることは犯罪の温床となると考えられ、強く忌避される。ドアも完全に視線を遮るものではなく、足の部分は外部から見える形式のものが多い。ロシアではソチ五輪の時、選手村のトイレは（女性用も）まったく仕切りのないトイレが設置されており、（ロシア以外の国で）話題となった。世界各国からは、「日本人は排泄をする姿を他人に見られることを極度に嫌うのだが、入浴を見られることに抵抗を感じない（奇妙な）国民である」と言われていて、日本人のトイレに関する感覚が世界の標準ではない。世界各地のトイレの多様性や、プライバシーの扱いについての違いなどについては『世界のしゃがみ方』という本にも解説されている。
用を足した後の肛門の洗浄には便所紙（トイレットペーパー）を用いず水洗する習慣を持つ国もある。そのような便所は、写真のインドやトルコのように、個室内に蛇口があり手桶が用意されているか、水洗の貯水槽に小型のハンドシャワーが取り付けられており、自分で狙いを定め洗浄する。水を用いる地域は気温の高い場所であることが多い。

### 中国

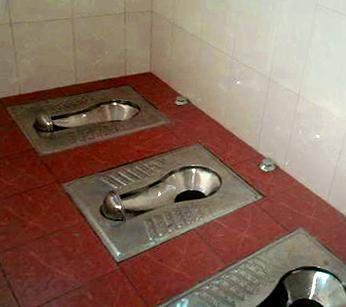
北京市内の公共厠所の内部。便器は近代的なステンレス製だが、仕切りがないオープンタイプ。

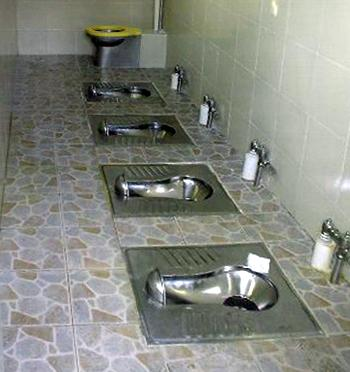
同じくオープンタイプの公共厠所の内部。奥にひとつだけ洋式便器がある。

中国の便所（厠所もしくは洗手間という）の歴史は古く、『説文解字』にも「厠」が掲載されており、漢晋王朝時代の便器の素焼きも出土している。しかし、豚便所などの文化も影響したことで近代化は遅く、これが1978年の改革開放で流入してきた外国人から批判を受けた。外国人による批判記事は中国で翻訳して紹介され、中国人の意識を変えた。これらを受け、トイレ改良は観光地から始まった。1990年アジア競技大会を機に北京で大幅なトイレ整備が行われたが、非常に簡素なもので、大便器（多くは四角い穴か長い溝のみ）の間は一応仕切り板で仕切られていても、仕切りの高さは1mほどの場合が多く、扉は無いかあっても仕切りの高さかそれ以下であった。さらに、その仕切りさえ存在しない完全オープンタイプで、用便中の姿が他の利用者に丸見えのものもあった。似たものとして、俗に「ニーハオトイレ」と呼ばれる仕切り無しの共同便所がある。これは公衆便所と勘違いされるが、純粋な公衆便所は少数で、多くは自宅に便所を持たない住民が共用する便所である。実際に用を足しながら会話をすることから名付けられた。大都市部ではやや少なくなってきたが、地方都市や農村などではまだまだ多く見られる形式である。
その後も、2004年第4回世界トイレ会議や2008年北京五輪を契機として整備が進められた。農村部の整備も取り組まれ、2013年の全国農村衛生トイレ普及率は、1993年の7.5%から74.1%まで上昇した。2015年には習近平政権が「トイレ革命」を掲げ、2017年10月末までに6万8000カ所でトイレが新設・改装された。しかし、整備後のトイレであっても金隠しのない和式トイレのような便器であることも多いが、これは清掃時に合理的であるという意見もある。また、洋式トイレが整備されていたとしても、トイレットペーパーは便器横のごみ箱に捨てるのが一般的である。

### トルコ

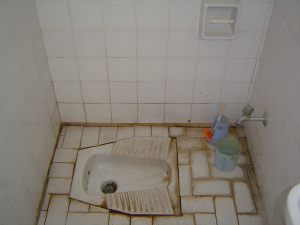
トルコの便所

「トルコ式」という言葉があることからもわかるように、トルコにおいて大便器は和式便器同様のまたがり式である。ただし日本のものとは異なり、いわゆる金隠しがない。また、一部外国人向けのものを除いて、用を足した後との肛門の洗浄には、便所に備え付けの取手付きの小型のコップ型容器に入った水と左手を用いるため、便所紙（トイレットペーパー）の設置がない。また、便所内には肛門の洗浄及び便器の洗浄に用いる水を供給するために、専用の蛇口とプラスチック製等のコップ型容器が用意されていることが一般的である。
ほとんどの便所は水洗式であるが、一部の便所を除いてフラッシュやタンクなどによる水洗は行わず、肛門を洗浄するためのコップ型容器に水を貯めて便器内に流すことにより便器内の便などを流す。このため排水口の穴や穴の近くに大便を落下させないと、水で流すことが困難になる。また、便所紙（トイレットペーパー）を流すことは出来ないが、トルコ人の多くは紙などで水洗浄後の臀部をふき取ることはしない。これは上達すれば驚くほど少ない水量で洗浄が可能であることによるものであるが、このこともあり個室内に便所紙（トイレットペーパー）などを捨てるためのゴミ箱の設置がないことが多い。外国人などが便所紙（トイレットペーパー）で肛門を拭いた場合は使用後の紙を個室外のゴミ箱に捨てに行くことが必要となる。
肛門を手で洗浄する方法は痔になり難いと言われている。この方式はインドにおいても普及している。肛門を洗う左手は不浄の手と見なされ、食品を扱ったり、握手をしたりすることはない。外国人が宿泊するホテルの客室内の便所は洋式であることが多い。
トルコ人も外国人も宿泊するホテルは客室内の便所は洋式であるが、ロビーなどの便所はトルコ式も併設することが多い。紙で拭くよりも水で洗浄するほうが清潔と考えるトルコ人の中には、客室の便所は専ら小用のみに使用し、大便はロビー等のトルコ式便所を使用することがある。
男性用小便器のほうは、日本や欧米のものと形状はほとんど変わりがないが、設置位置が極めて高いことが多い。背の低い人は背伸びをする必要があるほどで、大きさも少し小さいものが多い。一部の小便器は小児のために低い位置に取り付けらけることもある。これは、高い位置に設置しておくと、利用者が小便器に接近して正確に用を足さないと、自らの衣服を汚す恐れがあるため、結果的に小便器の周辺への小便の垂れなどを防止でき、清掃の回数が減らすことが出来るメリットがある。
トルコにおいては、一般に公衆便所は有料であり、2009年現在のイスタンブールにおける公衆便所使用料金は0.5 - 1トルコリラである。また、地域に限らずジャーミー（camii：モスク）の便所が公衆便所として有料で使用できることが多い。そのため、遠くからでもよく見えるジャーミーのミナレットを目標とすると、多くの場合は付属の公衆便所に到達できる。
これらの便所では、手を拭くための紙が使用後無料で渡されることもある。また、素手で肛門を洗浄することが一般的なために、有料の便所のほぼ全ての手洗い場には石鹸が設置されている。さらにサービスの良い一部の便所ではコロンヤ（kolonya：トルコ式のコロンのこと。レモンの香りのするものが大半で、約80パーセントのアルコールと香料からできており、消毒効果がある。）を手に振りかけてくれる場合もあり、希望した場合のみコロンヤを提供してくれる便所もある。トルコ式便所は、西ヨーロッパでも、田舎等の便所ではよく見られる。
また、エジプト、ヨルダン、モロッコなどアラブ世界や、タイなど東南アジアにおける便所も、上記のトルコの便所とほぼ同様の形態ならびに状況であり、街中の公衆便所は原則として有料である。外国人向けの高級なホテルの内部における便所は、日本の洋式便所とほぼ同様の形態であるが、日本のような温水洗浄便座は高級ホテルにおいてもみられない。

### ヨーロッパ
ローマ帝国の滅亡後、インフラが劣化した中世ヨーロッパの都市では、部屋の中の出窓のように拡張された一角で、目隠しのついたてなどした中でおまるを使い、排泄物は、「水！気をつけて」の声を出してから、窓から通りに投げ捨てられた。そのため、路地の汚物で衣裳の裾が汚れないよう、オーバーシューズやハイヒールが発明され、街頭から建物の中に入るのに段差をつけたりといったしきたりが始まったと言われている。
貴族の館、フランスのヴェルサイユ宮殿などでは便所がなく、広大な庭園のバラ園など花壇が用足しの場所であったという。貴族の女性の大きなフレアの広がりのあるスカートは、そのまましゃがんで、他人から見られることなく、用を済ませるための工夫でもあったという。「ちょっと花を摘みに」という女性の、用足しの言い訳(隠語)は、ここから由来している。
こうした不衛生きわまる社会的インフラの不幸な結果が、コレラの大流行である。以後、公衆衛生学の発展と共に、こうした実情は徐々に改善されていった。
ヨーロッパでは、幾多の戦乱による被災を免れた築2〜3百年の建物（もっと古いものも多い）が現役として使われているが、便所が各家庭に普及したのはほんの百年ぐらい前なので、古い建物の便所は階段の下や物置の一角などの隙間に設置され狭苦しく感じるものも多い。

#### スウェーデン
スウェーデンでは、いわゆるジェンダー問題への対応などもあり（各国のジェンダー・ギャップ指数の調査では常に3 - 5位前後のトップグループを保っている）、2010年ごろから公共施設のトイレを男女共用の個室に一本化する改装が進められている。

### アメリカ合衆国

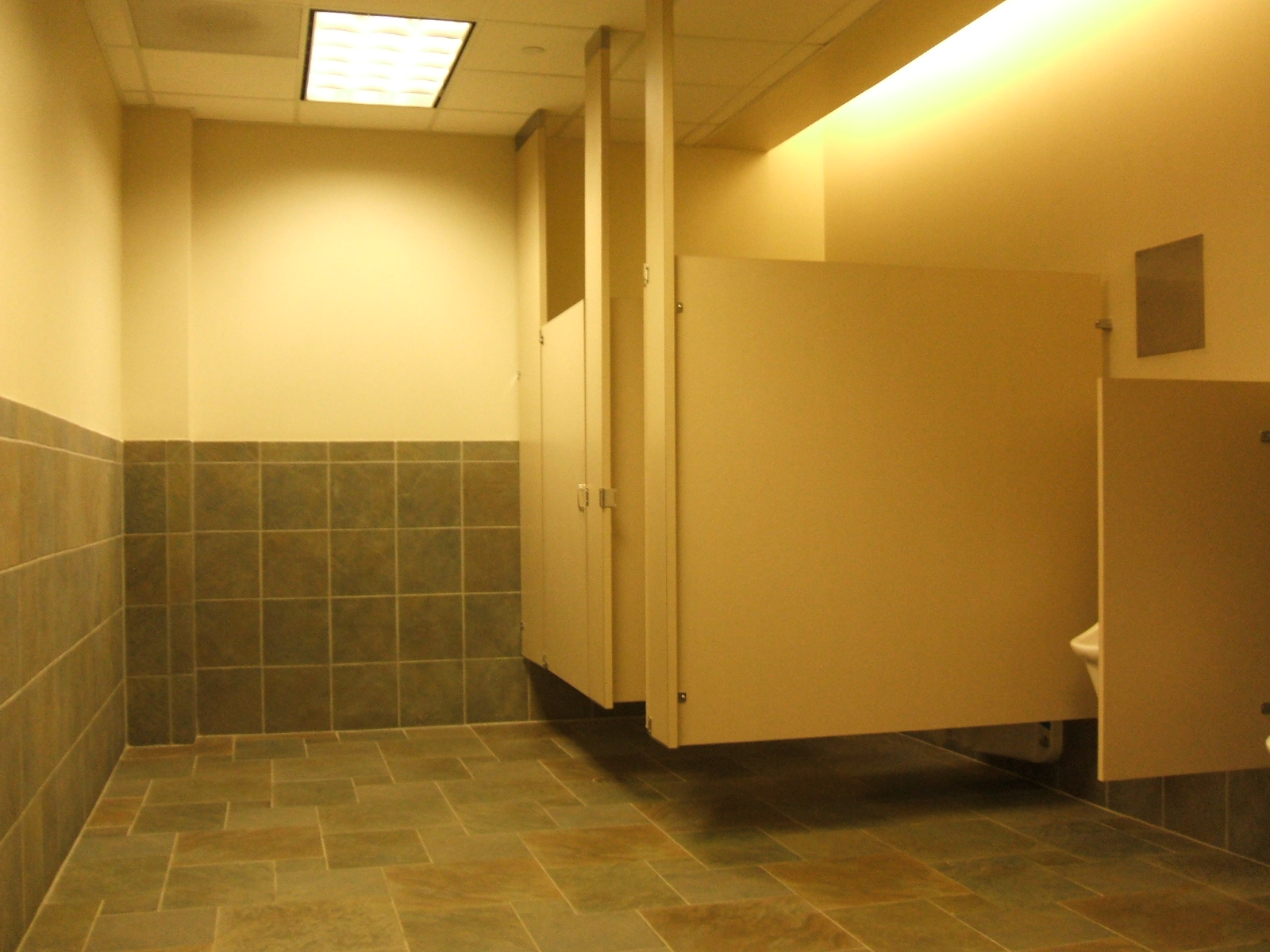
アメリカの便所

男子小便器は床置き型はほとんどなく、壁掛け型が大多数である。大便器は、犯罪防止の観点から個室の扉が小さく、膝のあたりまでしかないため、足元は完全に外から見える。洗面台には必ずと言っていいほどペーパータオルが備えられている。その反面、ハンドドライヤーは従来はあまり普及しておらず、備えられている所でも自ら手でボタン（大きいのでひじで押せるものが一般）を押して作動させる所がほとんどである。大規模な便所や公衆便所でも外側出入口に扉がある事が多い。そして、出入口外側には冷水機が備えられている所が非常に多い。日本以外の他国と同様、温水洗浄便座は高級ホテルですら見られない。

### インド

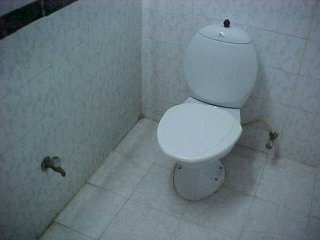
インドの便所

インドに多くの信者を有するヒンドゥー教の思想の一つには、排泄物は不浄であり住居から離さなければならないというものがある。このため農村部には便所そのものが無い家が多く、2015年の国際連合児童基金の調査によれば、人口約13億人のうち、5億2,300万人が屋外排泄しているものと推計している。インドのナレンドラ・モディ首相は、2019年までに約1億2,000万世帯へ便所を新設することを目指す「きれいなインド」キャンペーンを行っている。このように屋外で排泄された糞尿や河川や井戸水を汚染し、乳幼児の病死など深刻な被害をもたらしている。

### 日本

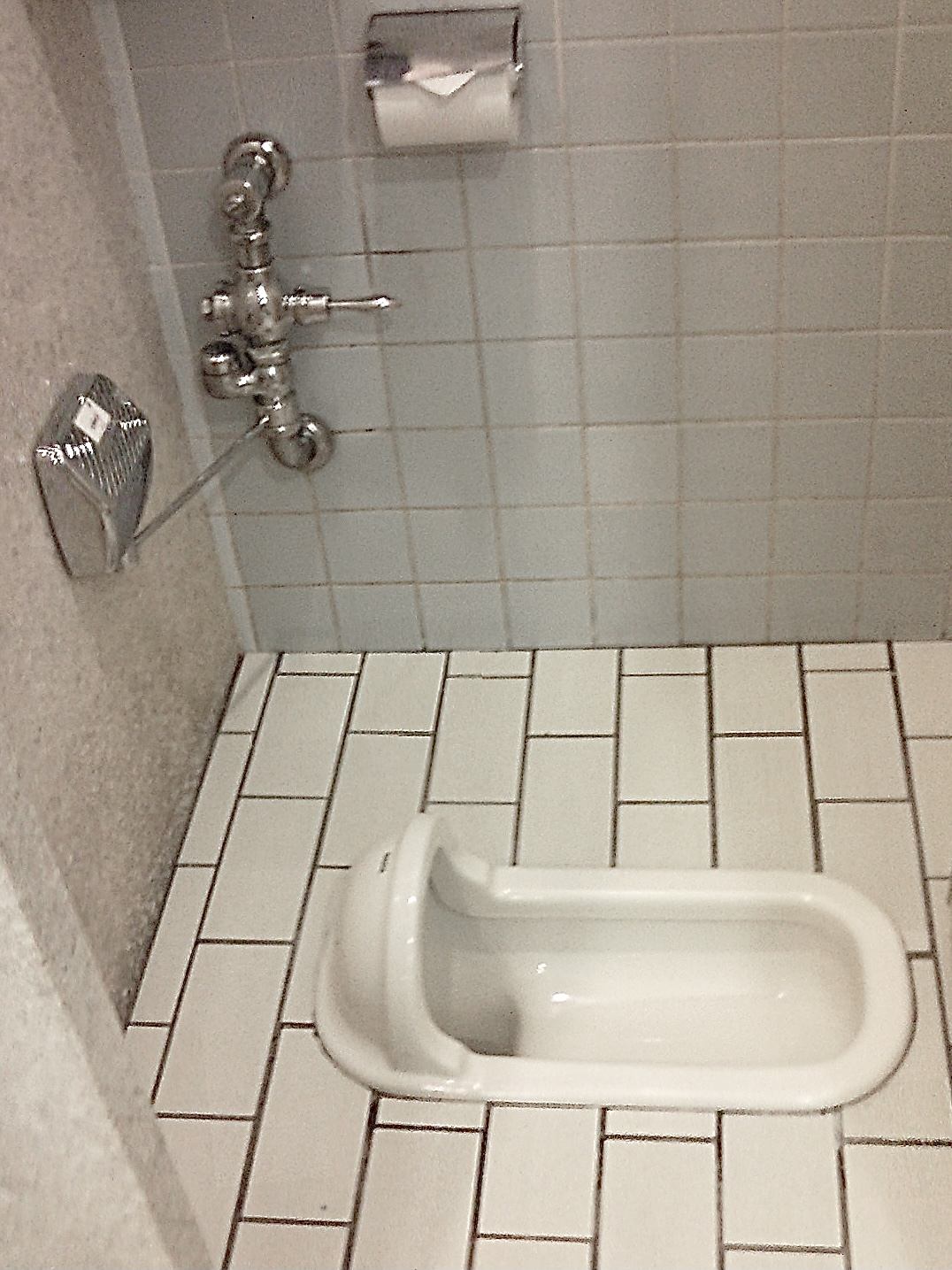
日本の和式水洗便所

日本の便所は大きく分けて3つに分類される。そのうち最も古くからあるものはしゃがんで用を足すもので、和式（わしき）と呼ばれる。第二次世界大戦後には西ヨーロッパから座って用を足す便器（洋式（ようしき）と呼ばれている）や男性用小便器が輸入され、一般的になった。
また、これらの便器には、それぞれ水が流れるタイプと流れないタイプがあり、大便器に関しては便器に水が流れるものは水洗式便所、流れないものは落下式便所（ボットン便所）と呼ばれる。
なお、便器（トイレ）にはJIS規格によりその大きさ（長さ、深さ、幅など）が定められているが、かなり前に制定された大きさであるため現在の日本人の体格からして以下に示すような問題がある。なお、和式便器はJISの規格から既に外れている。
- 洋式便器:JISの標準サイズでは、長さが短く、陰茎の大きい男性が使うと陰茎が便器に触れ（先割れ便座の場合や丸便座の場合便座に陰茎が当たる）、非常に不衛生で性病などの感染症に感染する危険がある。そのため、現在は標準サイズより4cm程便座が大きい、エロンゲートサイズがほとんどとなっている。
- 和式便器:長さが短く、性器が金隠しに当たらないようにしゃがむと糞が便器の後ろあるいは便器の縁に落ちてしまう。また金隠しの高さが低すぎるため女性が使用すると尿が金隠しに当たることがある。長さを標準サイズよりも5cm程度長くしたエロンゲートサイズもあり、鉄道車両では昔から度々設置されてきた(国鉄分割民営化以降は、新幹線や特急車両へは洋式トイレ設置が圧倒的に多くなり、一般車両においても２０００年台後半からは洋式トイレの設置がほとんどとなっている)が、そもそも和式便器そのものが減少しつつあるためあまり見かけられない。
- 男性用小便器:近寄らないと外に漏れる事が有る、漏れると次の人が遠くから小便をする、さらに漏れやすくなるの悪循環が有る。

言語社会学の鈴木孝夫『鈴木孝夫の曼荼羅的世界 言語生態学への歴程』冨山房インターナショナル のビートたけしとの対談によれば、「日本人は一つのことをやる時に、時間が多層的であり、また感覚も多層的なんです」「便所に花を飾る発想があるのは日本だけですよ」と指摘している。

### アフリカの途上国
下水道の整備がままならない途上国では、都市部でも素掘りの落下式便所を共同利用する形態が一般的である。スラムなど極端な地域では、汚物を袋に入れて屋外に投げ飛ばすフライング・トイレットが行われている。いずれにせよ雨期には汚物が溢れ、衛生状態が悪化する問題に直面する。

## 特殊な便所

### 高山の便所
富士山などの高い山に設置される便所の場合、物理的に汚物の処理が困難なことから、シーズンが終わると貯留された汚物をそのまま山肌に放流する事が行われた。その結果、悪臭が発生したり、水に溶けないティッシュペーパーで美観を損ねたり、地下水などの汚染の原因となる。ガソリンを掛けて燃やすこともある。高山では気温が低く、冬季に完全に生物分解が進まないことが間々ある。富士山が自然遺産として世界遺産への推薦が行われなかったのはこの問題のためといわれている。また、公衆便所を利用しないケースも多く、そのまま山肌に排泄する、いわゆる野外排泄（登山家の間では「キジ撃ち」（男性）や「お花摘み」（女性）と呼ばれる）が行われることもある。近くの便所まで遠すぎて間に合わないために行われるケースが多いが、山の便所の使用は有料であることが多く、それを逃れるための行為であることも多い。環境への負荷は後者の方が大きく、深刻な問題である。こうした問題は富士山のみならず、屋久島など地域のインフラに比して観光客が過剰に訪れる地域では悩みの種となっている。
2000年から富士山の便所の改善対策が始まった。富士山の自然環境保護活動を行っている「富士山クラブ」がバイオトイレを設置したり、静岡県、山梨県管理の公衆便所の改良を行ったり、各山小屋のオーナーが環境問題に取り組むことにより富士山の便所の改良が進み、2006年には全ての場所で、山肌に放流する旧式便所から新しい便所に改善された。富士山の新しい便所は汚物の処理や便所の維持、新しい便所の開発、設置に費用がかかる（有料便所もある）。また、便所の使用方法は普通の便所とは異なるので、説明を読んでから使用する必要がある。

### 飛行機の便所

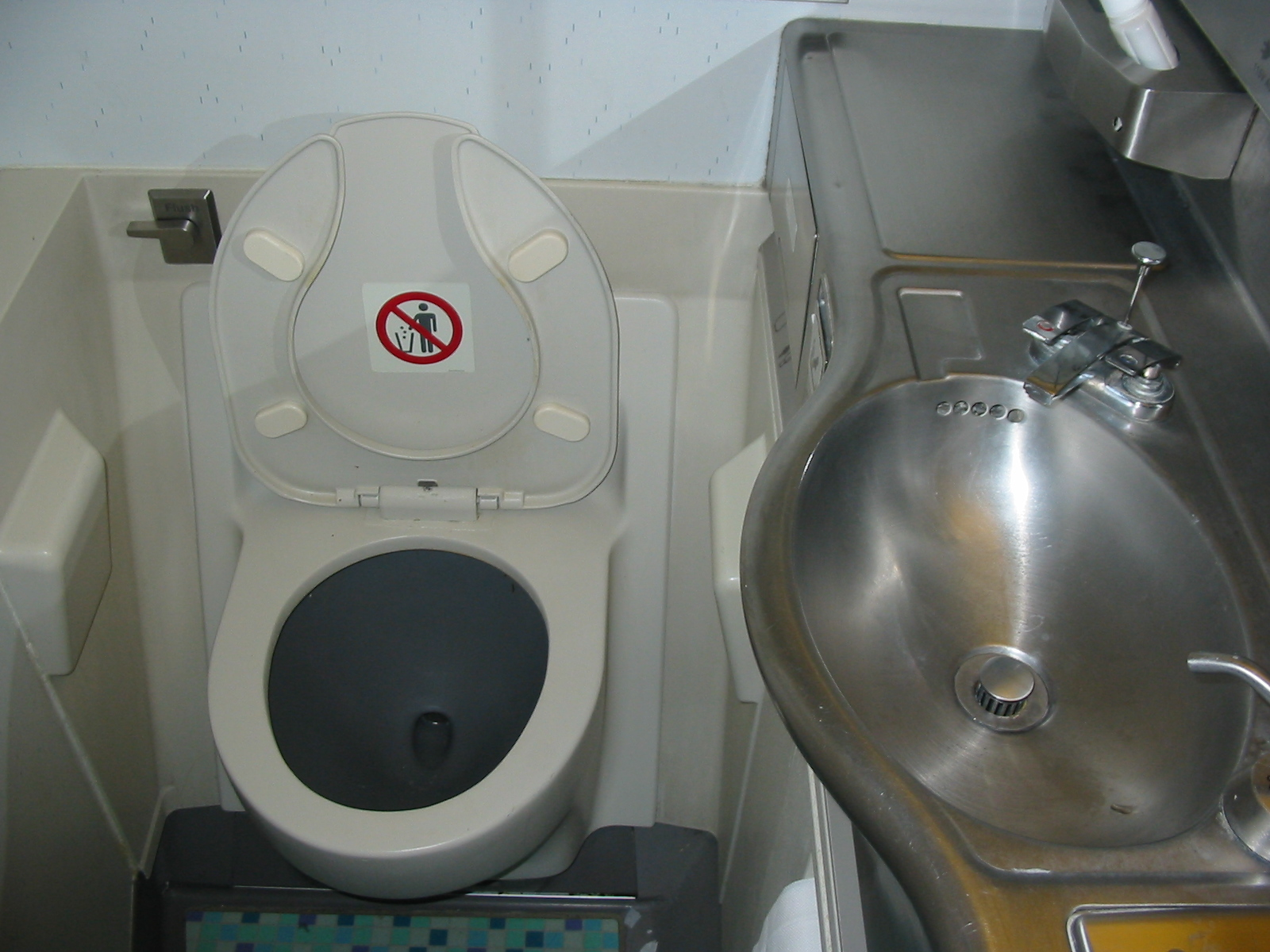
ボーイング747の便所

飛行機の便所は、古くは汚物を空中散布したり、現代の簡易便所のような汚物貯蔵タンクを備えたり（YS-11など）していた。
現代では、水洗便所と同様のシステムを用い水を再循環利用するタイプが採用されていたが、水を節約するために飛行機内の与圧と外部との気圧差を利用して汚物を吸引するタイプに置き換わりつつある。また、この形式の便所のことを真空吸引式便所とよばれる。後述する列車便所でも、現在の新製車両では真空吸引式を採用しているものも多い。

### 列車の便所
列車内の便所では、新幹線や一部の路線を除き、長い間汚物を線路上に落下させる「垂れ流し式」（便器の穴から線路が見える）であったが、沿線への飛散問題から1990年頃から、貯留式（循環式・真空吸引式など）への改造や古い車両の廃止、新車への取り替えが進められ、2000年以降は垂れ流し式はほとんど姿を消した。しかし、これと引き換えに、1990年代 - 2000年代にかけて、一部のローカル路線の地域（特にJR東海、JR西日本、JR四国の沿線地域）では車両基地での汚物処理体制と車両製造コストの問題から車内の便所設置自体がなくなってしまう路線が発生し、大きな問題となった。ただ、近年の新製車両ないし既存車両の改造ではトイレを設置しており、これらの地域でもトイレがない列車の運行は減少傾向にある（JR東海とJR西日本では解消された）。

### バスの便所

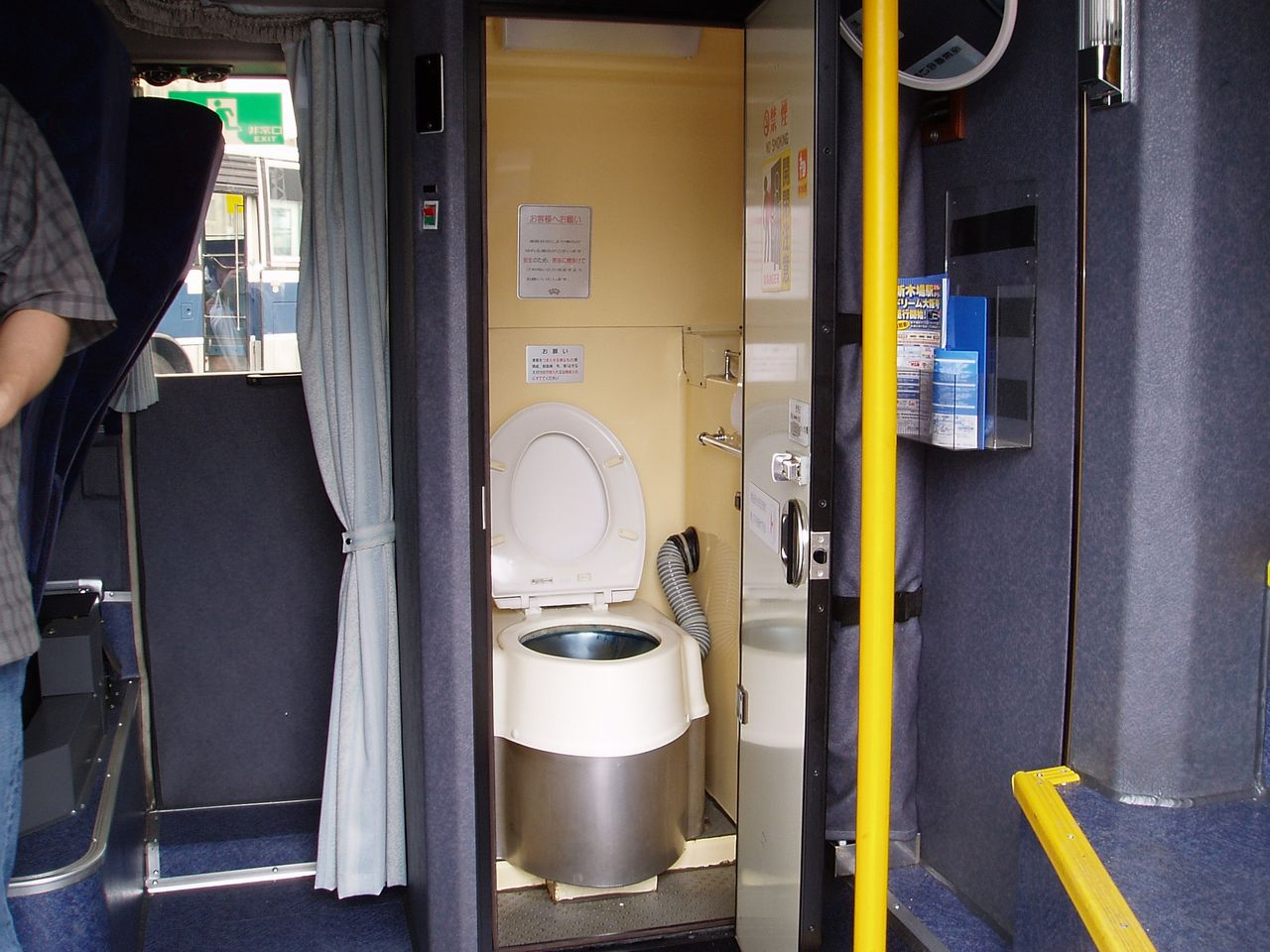
夜行高速バス車内の便所の例

バス車内の便所は、導入時期が遅かったことから、当初より貯留式が採用されている。
日本においては、1964年に名神ハイウェイバスに使用される国鉄バス車両のうちの1台に設置されたのが始まりである。その翌年に増備された車両においても採用されたほか、1966年に山陰特急バスを運行する日本交通車両、1969年に東名ハイウェイバスを運行する国鉄バス車両（国鉄専用型式）において全面的に採用された。その後、長らく国鉄バスの東名・名神ハイウェイバスおよび「ドリーム号」と日本交通の「山陰特急バス」の車両のみの設置であったが、1978年に琉球バスが長距離路線車の車内に設置され（後に撤去）、1983年に夜行高速バス「ムーンライト号」の車内へ設置され、その後夜行高速バスでは標準的に設置されることになった。また、昼行高速バスにおいても、中・長距離路線で導入される例が増えている。また、一般道経由の路線バスでも旧・京都交通が、京都市内と舞鶴・天橋立方面を結ぶ長距離の快速バス用に前後2扉仕様の一般路線車（三菱ふそう・エアロスター）ながら便所付きとした車両を1990年代に導入していた事例がある。
一方でWILLER EXPRESSのように若年層を中心に便所付き車両を敬遠する利用者が多かった事情から導入に消極的な事業者もあったが、同社でも便所付き車両を求めるニーズの変化に伴い2020年現在では便所付き車両の導入を進めている。また、従来は車両中央部の床下もしくは車両最後部の片隅に設置された狭い便所が多かったが、2010年代以降面積を広めにして化粧や着替えなども出来る「パウダールーム」付き車両とした事業者もある。
観光バス（貸切バス）の場合は、途中休憩や下車観光などを行うことができるため便所なしが一般的だが、一部の高級観光バスや長距離運行が想定される車両（高速バスの続行便で起用される車両も含む）では便所付きとしており、一部では前述の広いパウダールームとした車両も導入されている。

### 船の便所

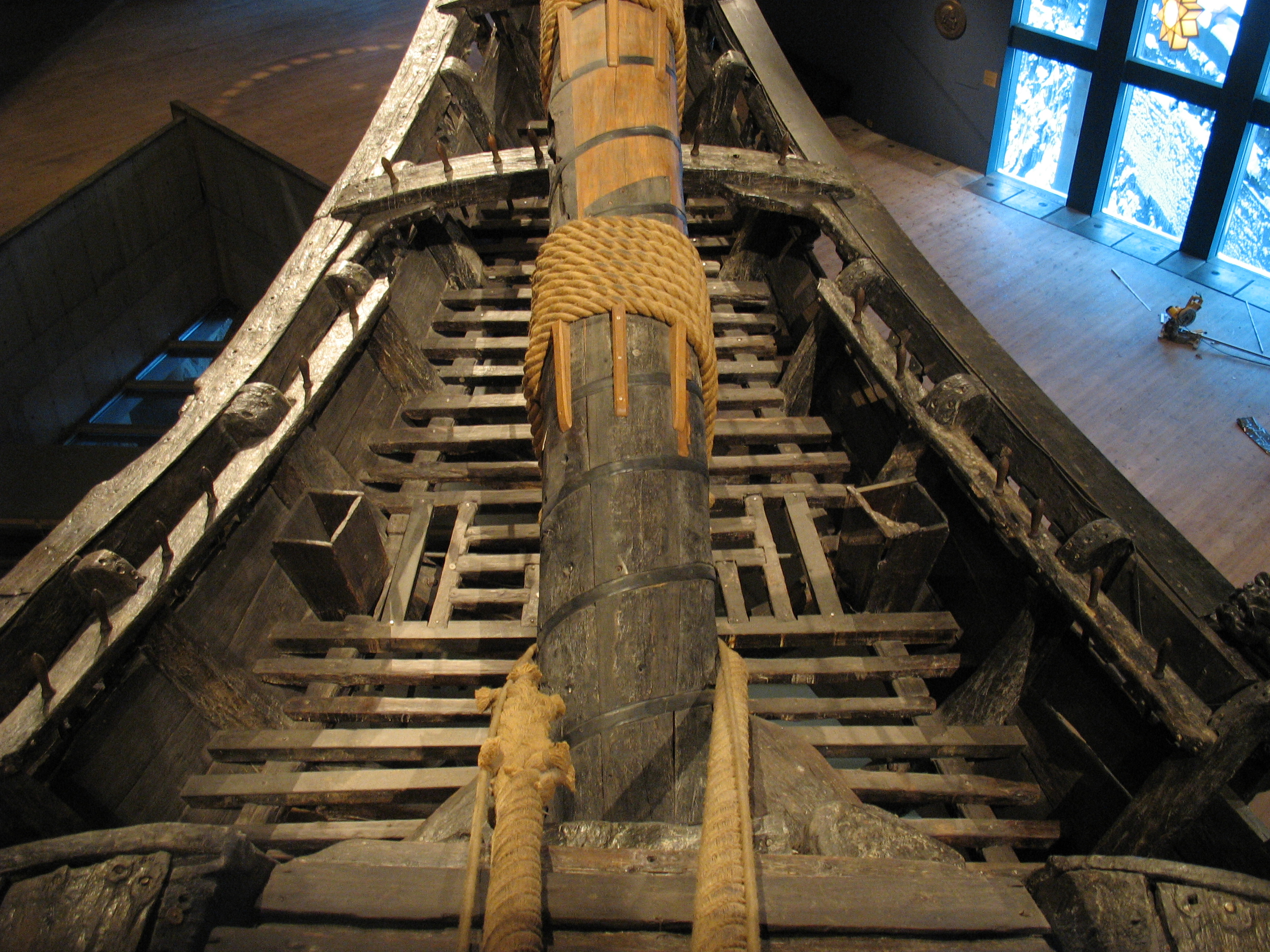
ヘッド

西洋の船の便所は、ヘッドと呼ばれる。帆船では、舳先に用をたす場所が置かれ、風も大抵追い風であったため悪臭も舳先から先に流された。海が時化で荒れた時は、危ないので桶に用をしていた。
御座船には、厠船という用船が随行したとされるが、船自体にも海へ直接排泄する切り落としがあったようである。ただ、将軍などはおまるを使用していたとされる。
川を通過する船においては、江戸へ水を供給していた玉川上水を通過する船には、必ず便桶を1個設置することとなっており、民衆が飲む水を汚染しないようになっていた。新河岸川荷船では、江戸末期の船では他に例がない艫（船の後部）に設置された切落としから用を足すようになっていた。
現代の法律では、国際的にはマルポール条約附属書IV「国際航海に従事する船舶からの糞尿及び汚水の排出に関する規則」に下水の扱いについて記述がある。日本の法律では、海洋汚染等及び海上災害の防止に関する法律第10条第2項第1号、および全施行令第2条、第3条に糞尿の扱いが記載されている。

### 潜水艦のヘッド
第一次世界大戦で使用された潜水艦HMS E35では、浮上するまで我慢するように通達されており、不評であった。
第二次世界大戦頃の連合国軍では、潜水艦内にあるサニタリータンクへ排泄物を貯める方式であった。一方、ドイツでは浮上するまで容器に貯めて浮上時に排出する方法が取られた。そのため、航空優勢地域で浮上が難しい活動を行っていたドイツ軍では、潜水時に高圧をかけて排出する方式が取られた。しかし、高圧をかけて排泄物を放出する方法では手順を間違えると、U1206で起きた逆流事故のように沈没することとなる。
日本においては、巡潜乙型では4か所の厠があり、艦橋厠と艦内厠とに大別されていた。浅い深度で使用する手動ポンプにより外舷に排出する構造であったが、ポンプの不具合や漏水などから、たびたび使用困難となったため、ポンプを使用しない水上航行時に用をした。伊号第二十九潜水艦では、他船で急速潜航時に厠を使用していた兵士が行方不明になる事故が起きていたため、基地に係留している時以外は使用禁止となった。ハワイでの実戦後、電動モーターを使ったポンプにより深度30mまで使用できるようになった電動厠が技術士官友永英夫によって発明された。
現代の軍艦では、サニタリータンクに貯めて、基地の施設にいるときは基地へ送るか ship waste off-load barge を通じて陸上へ移送する。オハイオ級SSBN以前では安全な海域に移動したときに高圧空気で海に排出する方法が取られたが、それ以降では静かに駆動するブロー専用の排出ポンプで海に排出されている。

### 宇宙の便所

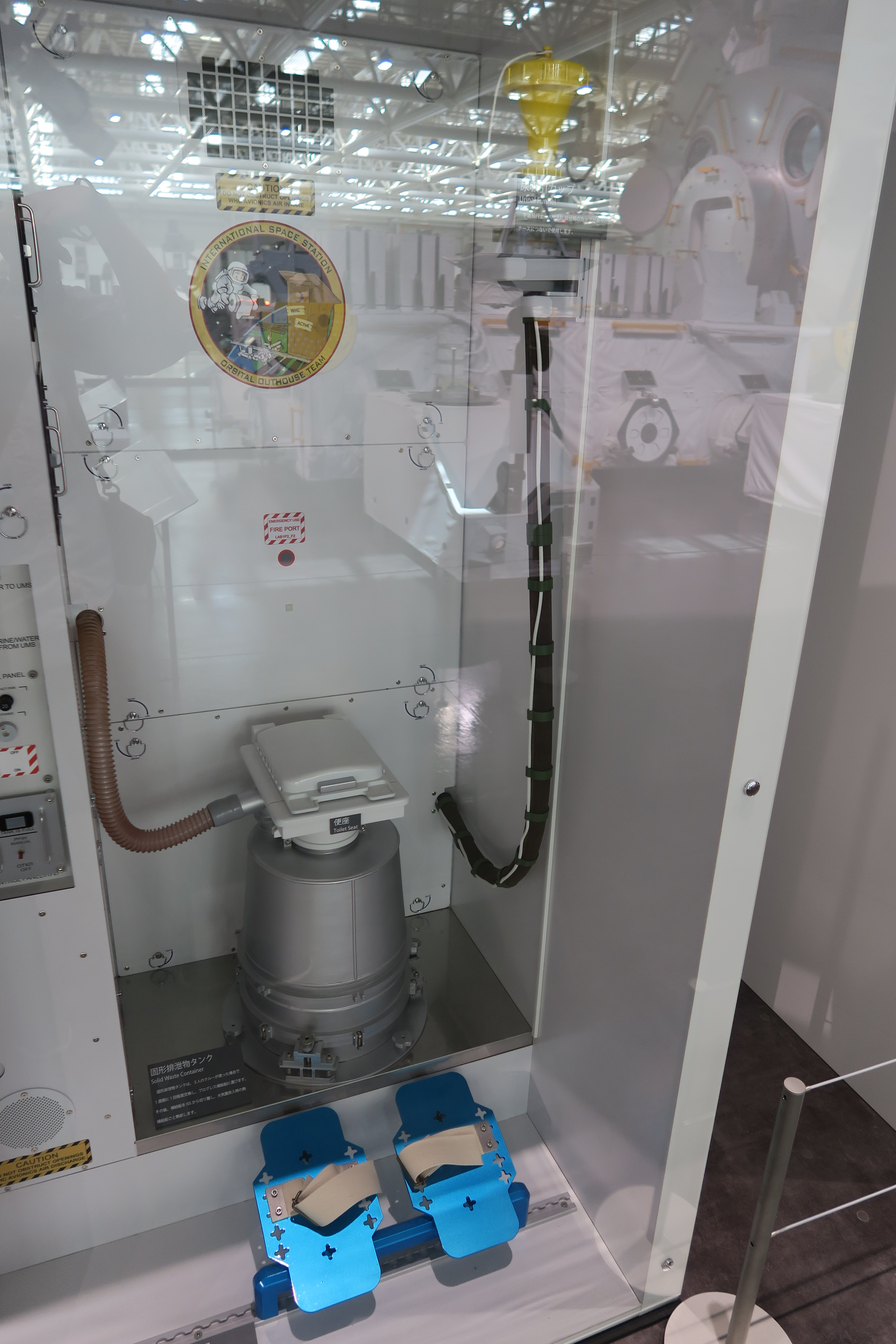
ISSの便所。右側ホースが尿を吸引する。

スペースシャトルの便所は、排泄物を吸引し、真空で乾燥させる仕組みである。尿は掃除機ホースのような管に吸引する。大便は便座に座り、レバー操作で中央の吸引口から吸引する。
国際宇宙ステーション（ISS）の便所は、尿を吸引して汚水タンクに貯蔵する。一杯になると、補給船に運ぶか（ロシア区画）、水再生システムで飲料水などに再処理する（アメリカ区画）。大便は、便座に吸着パックを設置し、便が回収されると自動的にパックのゴムが閉まり、その後、使用済みパックを固形排泄物タンクに貯蔵する（タンクは週に1回、補給船に運ぶ）。

### 携帯便所

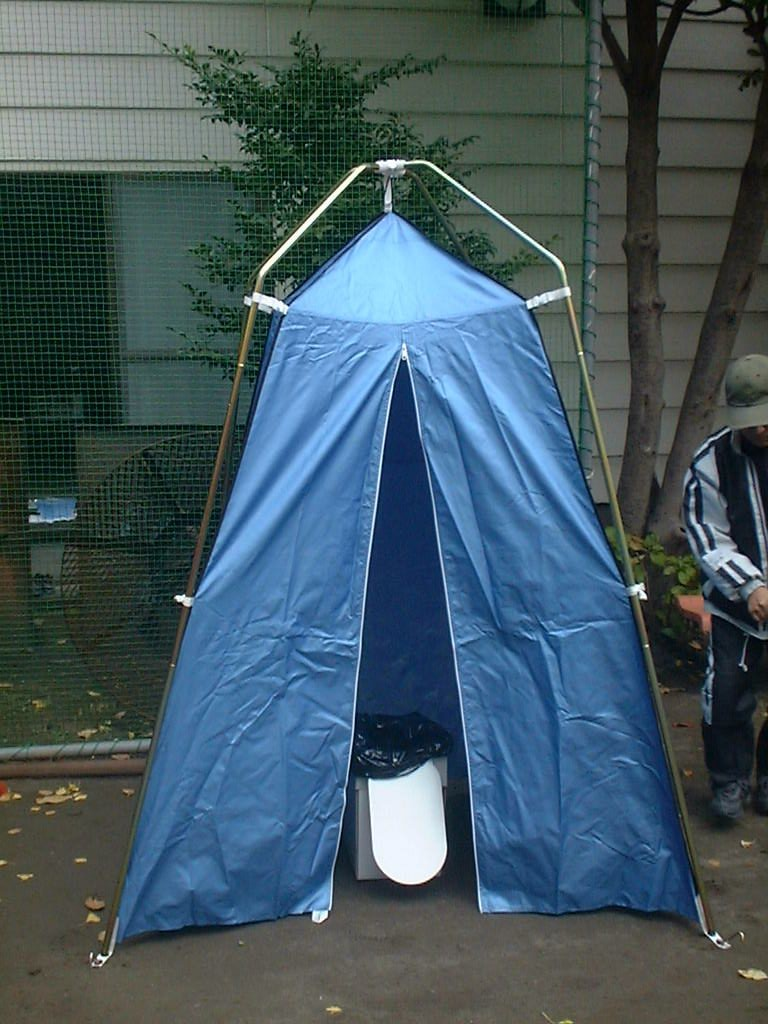
防災用の簡易便所（組み立て式）

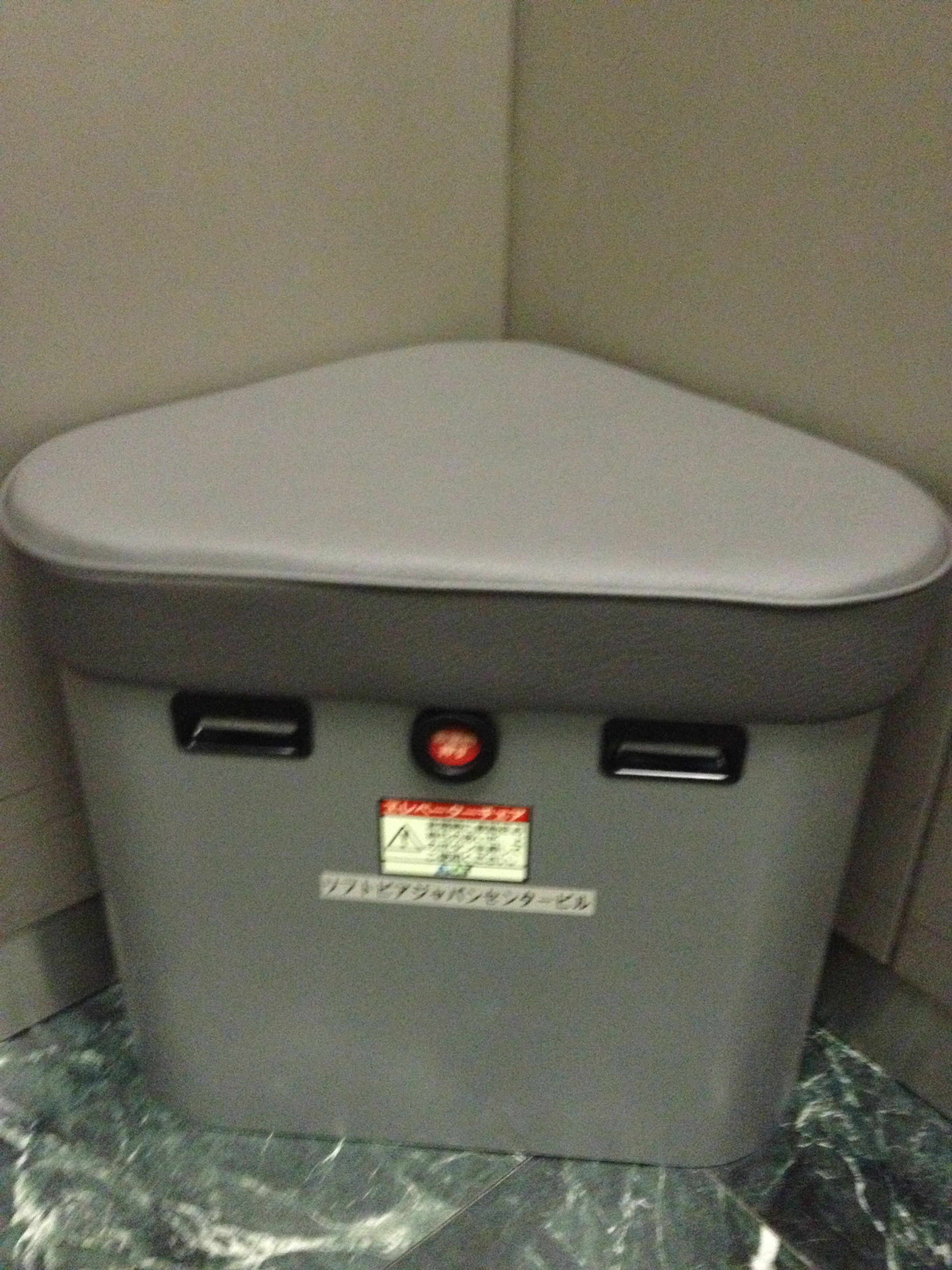
「エレベーターチェア」（中に紙なども入っている）

近年は携帯便所というものも商品化している。仕組みは単純で特殊な加工を施した袋に排泄物凝固用の薬剤を混ぜ、ゴミとして廃棄する。主な用途は自動車利用中における渋滞などの便所対策であり、大抵は小用に用いる。登山、アウトドア用や緊急時用のものもあり、これらは小便のほか大便にも利用できる。近年では一部の登山家によって自主的にこの携帯便所を利用する運動が行われているが、全体から見るとまだまだ普及していないのが現状である。アウトドア用では便器付の大がかりなものや便所用のテントも商品化している。

## 清掃方法
基本的に便所掃除は不快な義務と見なされる傾向がある。その反面、日本では便所掃除を毎日行うと金運が上がるという迷信もある。

### 用具類
便器の内部は一般的に柄付きたわし（便所ブラシ）が用いられる。便器のフチ裏や細かい所はスポンジタワシや古歯ブラシを用いても良い。便器内に洗剤を掛けて磨き上げた後に水で十分に流す。小便器ではトラップや目皿を外して手入れするのが望ましい。
洗剤には便所用洗剤やクレンザー等が用いられる。便所用洗剤には中性、酸性、アルカリ性塩素系のものが有る。安全な中性タイプは一般家庭で広く普及している。酸性タイプのものは塩酸が含まれているものが主流で尿石を溶かす作用があり、塩素系には漂白作用があり強力な業務用のほか、一般家庭でも用いられる。
便器の外側や便座は雑巾で水拭きする。雑巾だけでは汚れが落ちず、洗剤や消毒剤を使う時は使用方法に注意すること。掃除用のウェットティッシュも普及している。床は一般家庭の住宅では雑巾掛けが主流だが、公共施設などの便所ではデッキブラシで磨き水洗いし、モップ掛けすることが多い。電動フロアポリッシャーを使用することもある。
その他洗剤にはクレンザーや石鹸、食器洗剤や住居用洗剤や重曹などが使われることもある。

### 注意事項
塩素系と酸性の洗剤を混ぜると有毒な塩素ガスが発生することと、浄化槽を使用している場合は生物にダメージを与える恐れがあるため、使用量に注意すること。塩素系や酸性の洗剤を用いたり、柄付きたわし以外のもので便器内を磨いたりする時は長袖の衣服、保護眼鏡、ゴム手袋、マスクなど保護具を着用し、換気を十分に行うのが望ましい。
水垢や尿石などの頑固な汚れは紙やすり（耐水ペーパー）等で削ると容易に除去できる。ただし、使い方や便器の色、材質によっては傷になるため、後日かえって汚れが付きやすくなってしまう。清掃業では、衛生陶器表面の釉薬層を傷つけ、色沢を損なうので、紙やすり（耐水ペーパー）、クレンザーを使うことはない。また、温水洗浄便座や暖房便座は洗剤の成分によっては破損する恐れがある。また、故障や感電の原因になる。
2006年12月15日にTBS系列で放送された情報番組『はなまるマーケット』で便器を熱湯で清掃する方法が紹介され、実際に行って便器を破損させる事故が相次いだ。便器は基本的に陶器製であり、急激な冷却や加熱による大きな温度変化に対して非常に弱い。

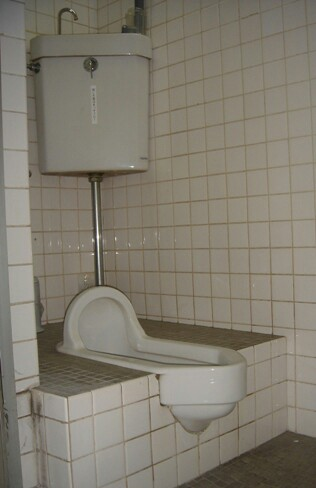
エアコンのドレン排水管がタンクに接続された和風便器の例

素手で便器内を磨く行為は、手の傷口から排泄物の細菌が入り込み、あるいは作業時に露出した体表部分に付着した細菌やウイルスによる感染症を引き起こすおそれがある。一部には、奉仕活動や道徳教育の一環として、素手で便器を清掃する活動もあるが、極めて非衛生的かつ危険な行為である。
旧日本軍や政治犯収容所では素手で便器を磨かせるという体罰（しごき）が行われていた。
エア・コンディショナー等の空調設備のドレン排水の配管や雨樋の配管が、取り廻しの関係で便器洗浄のタンクに接続配管される場合がある。こうした配管では、タンクの水を温水洗浄便座に使用する場合、衛生面でバクテリアや雑菌による感染症防止やお尻かぶれを防止するために配管を別系統に分ける必要がある。また空調機器のドレン排水管内や雨樋からの苔、ミズゴケ類等の藻類や錆、バクテリアによるスライム、場合によってはサカマキガイ等の小型貝類やボウフラがタンク内に流れ込み、タンク内やタンクからの便器への管路、便器内の管路に苔や錆が付着する事や便器から出てくる事もある。場合によってはタンク内や管路内で苔、ミズゴケ類等の藻類やサカマキガイ等の小型貝類やボウフラが繁殖する場合もあり、タンク内の機器の作動不良等の故障や管路の詰まりを未然に防ぐ為に定期的にタンク内部を点検し、付着や繁殖している場合は清掃、除去が必要となる。

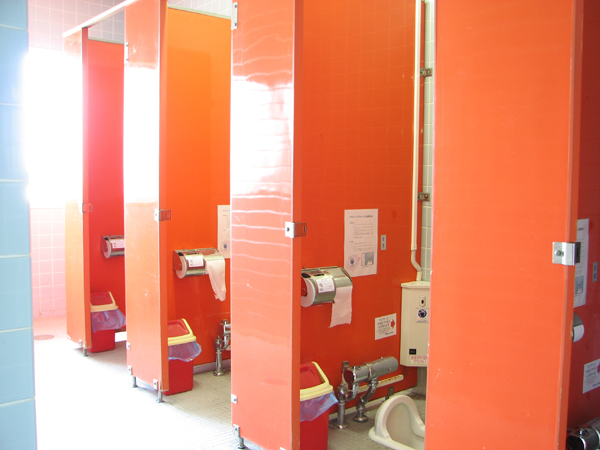
連立された大便器群

便器からの排水の施工で、特に大便器においては、数基の便器を連立して設置された水洗便器や2階以上に水洗便器を設置する場合、便器の排水能力に悪影響を与えたり、排水管の負圧を防止するため大気を取り入れるよう通気管を設置しなければならない。これは、便器からの排水時にサイホン作用でトラップが破封する恐れがあり、特に連立して設置された水洗便器では洗浄排水時に連立され排水管が繋がっている他の水洗便器にまでサイホン作用が発生しトラップの封水に影響があり、場合によっては破封してしまう恐れがある。他の便器の洗浄中に静止状態の便器のトラップに溜まった水が、ゆらゆらと動くのは排水管に負圧があるからで、多数の便器を連立させる場合は数か所通気管を設けなければならない。また連立した便器の排水管にはY字状のLT継手で接続することが不可欠でT字状のDT継手で接続すると通気管があっても通気不良や排水不良になるのでDT継手で施工しないよう注意が必要である。

## 名称

トイレを指す
DOTピクトグラム

不潔、不浄なイメージが強いため、日本も含め、多くの文化圏で婉曲表現が存在する。
日本には便所を意味する呼称や異称が多い。現在でも使用される「厠（かわや）」は、古く『古事記』にその例が見え、施設の下に水を流す溝を配した「川屋」に由来するとされる。あからさまに口にすることが「はばかられる」ことから「はばかり」、最後の手を清めることから「手水（ちょうず）」がある。厠の異名となる「雪隠（せっちん）」は、従来より茶会等で厠を意味する表現である。茶室の庭（内路地）に客専用の砂雪隠や飾雪隠を設けて、日常的の使用する厠（外路地）と別の清潔な厠で茶会の客をもてなした。後にこれが転じ、茶室以外の場でも上品な表現として雪隠が使用されることになった。
昭和になると「ご不浄」から「手洗所」「お手洗い」「化粧室」と次第に表現がより穏やかなものが使われるようになった。戦後は「トイレ」や「W.C.（water closet の頭文字）」など外国語に由来する表現や男女を示すピクトグラムでその場所を表したりすることも増えた。
英語では、「トイレ」という表記の元の語「トイレット」 (toilet) 自体が「化粧室」を意味する場合もあるが、「便器」を意味する直截的な単語でもあるため、日常会話などで、住宅では同室に設置されることが多い風呂と合わせて「bathroom」と呼んだり、店舗など不特定多数が利用する場所では、本来「休憩室」を意味する「rest room」、あるいは「men's / ladies' room」と婉曲的な表現を用いることが一般的である。
一方、鉄道車両や航空機など公共性が高い乗り物では「Lavatory(s)」（便所）の表記が用いられている。
東京都荒川区では2010年、「公衆便所」の名称をトイレに関するイメージの問題から「公衆トイレ」に変える旨の議論が交わされた末、条例の名称を変更することが決まった。

### 便所と関連する生物名
- 関連記事 - 「糞#糞と関連する生物名」「糞#糞と名の付く食べ物」「糞#糞と関連する地名」

- センチコガネ（雪隠金亀子） - センチコガネ科の甲虫。ここでの「センチ」は便所を意味する「セッチン（雪隠）」の転訛形とされる。
- ベンジョコオロギ（便所蟋蟀） - カマドウマの別名。

## 記号

### ピクトグラム
いずれもアメリカ合衆国運輸省 (DOT) 規格（DOTピクトグラム）に準拠している。

男性用
女性用

## 国内便器製造元
大手和洋式トイレ製造メーカー
- TOTO（国内シェア第1位）
- LIXIL（INAX、国内シェア第2位）
- ジャニス工業（Janis、自社ブランドに加えタカラスタンダードにもOEM供給）
- アサヒ衛陶（ASAHI EITO、簡易水洗トイレの代表的メーカー）
- パナソニック（Panasonic、合併前はパナソニック電工が製造）

その他特殊トイレ製造メーカー
- ネポン（簡易水洗トイレ製造、泡洗浄式の「パールトイレ」が有名。）
- アム（圧送式水洗トイレ「チョイレット」を製造[41]）
- 神田製作所（ステンレス製衛生陶器「サスレット」を製造[42]）
- スターライト販売（ステンレス製及びFRP製衛生陶器製造[43]）
- 木村技研 （パブリック向けのトイレ便座製造[44]）
- 五光製作所（鉄道車両・バス車両向け）
- ジャムコ（航空機向け）

仮設トイレ、バイオトイレ製造メーカー
- BSK（仮説トイレ製造[45]）
- 瑞穂（仮設トイレ製造[46]）
- 大央電設工業 （し尿分離型バイオトイレ製造）
- 正和電工（バイオトイレ製造[47]）
- バイオマス富士（バイオトイレ製造[48]）
- バウテック（完全自己完結型環境トイレ製造[49]）

## 災害用便所
避難所などで便所使用に支障があると、被災者は水分摂取を控える傾向がある。これはエコノミークラス症候群の要因となりかねない。設備としてはイベント会場で見られる仮設便所や、携帯便所を備蓄する例もあるが、汚物槽を備えず、下水道のマンホールの蓋を開けてその上に設置するマンホールトイレや、便器と周囲の覆いだけの専用タイプもある。
下水道管路に汚物を直接排除する場合、正常に流下させる事を考えておかないと、管路の閉塞によって利用不能となりかねない。
この対策として、避難所が設置される学校のプール水を活用し、汚物を効果的に流下させる設備を用意する例がある。
- マンホールトイレ - 災害時トイレのうち、マンホールトイレについての公的資料などをベースとした解説

さまざまな形式がある災害用便所は避難所に設置される場合、水、電気、道路の復旧状況に応じ、洋式・和式、段差の有無、汲取りの必要性などを考慮され選定される。